# Majdanek Chmielowski
Majdanek Chmielowski – część wsi Chmiel Pierwszy w Polsce, położona w województwie lubelskim, w powiecie lubelskim, w gminie Jabłonna.
W latach 1975–1998 Majdanek Chmielowski administracyjnie należał do ówczesnego województwa lubelskiego.

## Historia
Majdanek Chmielowski (także Majdan Chmielowski), część wsi Chmiel Pierwszy w gminie Jabłonna, województwie lubelskim. Powstał w II połowie XIX wieku. Odnotowany w parafii Krzczonów w 1899 r. jako Majdan Chmielowski. W 1921 roku jest to wieś Majdan Chmiel i posiada wówczas 18 domów i 122 mieszkańców. Tak też ją notowano w latach 1933 i 1967. W 1967 roku w spisie „Urzędowych nazw miejscowości i obiektów fizjograficznych” nosi nazwę Majdanek Chmielowski i jest częścią wsi Chmiel Pierwszy, tak samo w spisie Urzędowym nazw z 1978 roku.